# Ontem
"Ontem" é uma canção da banda de rock brasileira CPM 22, lançada em 2004 como o quarto single de seu terceiro álbum de estúdio, Chegou a Hora de Recomeçar (2002).

## Composição
| “                    | Essa os caras da banda até me zuaram, por que a letra dela e da "Anteontem", do disco anterior, são minhas, eles falaram, 'pô, só sabe colocar esse tipo de nome?'. Tem uma influência forte de guitar bands, tipo Foo Fighters, Weezer, Pixies. A letra é meio que um desabafo, o refrão fala 'eu queria voltar no tempo pra corrigir todos os meus erros'. É um lance do tipo, eu sei que errei, fiz algumas merdas, mas nada mudou muito, bola pra frente. É só mais uma música também, não se deixe levar. (risos) | ” |
| — Wally, guitarrista | |   |

## Créditos
Com base no encarte do CD de Chegou a Hora de Recomeçar.
CPM 22
- Badauí: vocal
- Wally: guitarra e vocal de apoio
- Luciano Garcia: guitarra
- Portoga: baixo
- Japinha: bateria e vocal de apoio

## Prêmios e indicações
| Ano  | Premiação                             | Categoria                         | Resultado | Ref.  |
| ---- | ------------------------------------- | --------------------------------- | --------- | ----- |
| 2004 | MTV Video Music Brasil                | Escolha da Audiência (videoclipe) | Indicado  | [ 3 ] |
| 2005 | Prêmio Multishow de Música Brasileira | Melhor Música                     | Indicado  | [ 4 ] |